# Lorenzo Di Marcantonio
Lorenzo Di Marcantonio (Roma, 17 agosto 1978) è un ex cestista italiano.

## Carriera

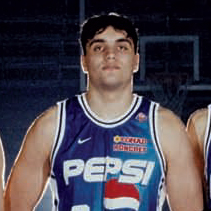
Di Marcantonio nel 1997-98 alla Pepsi Rimini

Cresce nelle giovanili della Virtus Roma, andando anche a referto in prima squadra in due occasioni nel gennaio 1996, senza però scendere in campo. Il debutto vero e proprio in Serie A1 avviene nel corso della stagione successiva con la casacca del Basket Rimini, squadra in cui rimane fino al 2001: durante questo periodo colleziona anche presenze in campo europeo, con la partecipazione a due edizioni della Coppa Korać.
Con la retrocessione dei romagnoli in Legadue il centro romano viene mandato in prestito ad Avellino, continuando così a calcare i parquet di Serie A. Terminata quest'esperienza il giocatore fa ritorno al Basket Rimini (nel frattempo ribattezzato Crabs) dove disputa la prima parte del successivo campionato. Gioca 11 partite a 3 punti di media, poi a febbraio viene girato a Rieti, nel campionato di B1. Durante l'estate 2003 entra a far parte del progetto FuturVirtus, ovvero la squadra da cui ripartì la Virtus Bologna grazie all'acquisto dei diritti sportivi di Castel Maggiore dopo l'esclusione dalla Serie A. A metà stagione Di Marcantonio scende nuovamente in B1, questa volta a Trapani.
La sua carriera nelle serie minori prosegue per Patti (B1), Stella Azzurra Roma (B2), Atri (B1), Fossombrone (B1), nuovamente Stella Azzurra e Molfetta (B1). Nell'estate 2009 annuncia un temporaneo ritiro dall'attività agonistica per gravi motivi di salute.
Torna in campo nel 2010, quando inizia la stagione a Molfetta per essere poi scambiato in B2 a Francavilla Fontana. Nel 2011 firma con la Pallacanestro Palestrina, ancora in B2.